# Retable de Saint-Martin
Le retable de Saint-Martin (en italien, Polittico di San Martino) est une peinture sur bois (594 × 363 cm) de Bernardo Zenale et Bernardino Butinone, réalisée entre 1485 et 1505 et conservée à l'intérieur de la basilique San Martino à Treviglio, dans la province de Bergame.

## Histoire
Le polyptyque est commandé à Bernardo Zenale et Bernardino Butinone par le curé Simone da San Pellegrino le 6 mai 1485. La somme qu'il s'engage à payer, exorbitante pour l'époque, est de mille lires impériales. Le projet est si complexe que les artistes, conscients que c'est l'œuvre de leur vie, mettront vingt ans à la terminer.
L'ouvrage est réalisé par les deux maîtres de Treviglio qui se sont réparti également le travail, avec l'aide d'Ambrogio de' Donati pour la corniche en bois doré inspirée par Bramante. Cette coopération entre maîtres aux spécialisations différentes est typique de la culture médiévale et devient obsolète avec le temps. En Lombardie, par exemple, elle commence à disparaître dans les mêmes années à la suite des révolutions apportées par Léonard de Vinci.
L'œuvre, une fois achevée, est placée sur le maître-autel, mais, au cours du XVIIIe siècle, elle est déplacée à droite du pied de l'autel, souffrant alors d'une faible luminosité. Ce facteur a permis toutefois l'extraordinaire état de conservation dans lequel elle se trouve encore aujourd'hui.
Dans la seconde moitié du XXe siècle, une vitre est posée à la base du polyptyque, comme devant plusieurs fresques de la basilique, pour le protéger. À la fin du siècle, l’œuvre est dotée d’un éclairage temporaire payant.
En  2009, le retable est restauré et des ajouts sont faits sur les personnages qui perdent leurs couleurs d'origine.

## Description et style

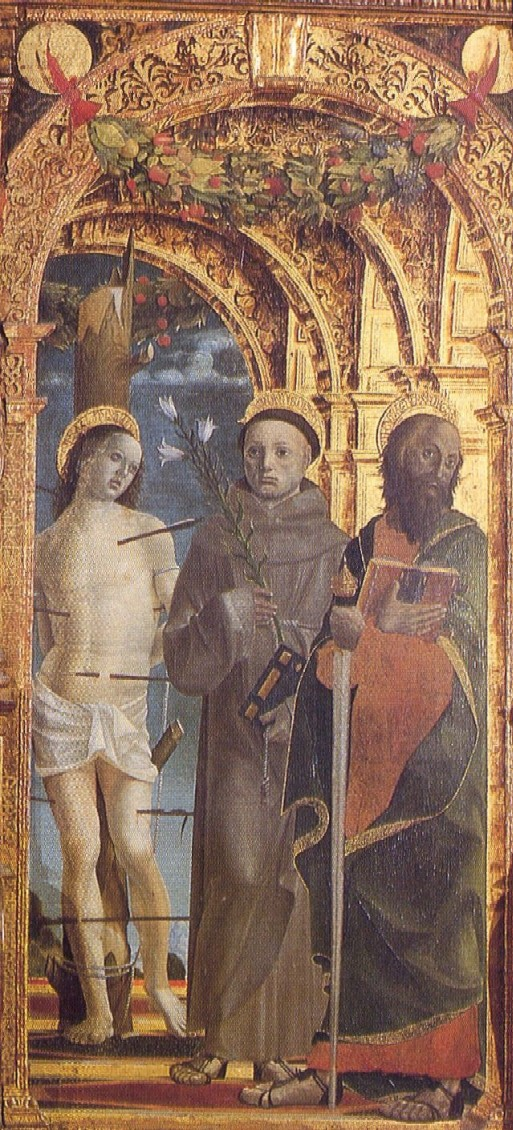
Partie basse du polyptyque, à droite, avec saint Sébastien, saint Antoine et saint Paul.

Ce grand retable en bois figure parmi les œuvres les plus intéressantes de la Renaissance lombarde, combinant les canons stylistiques gothiques avec ceux de la Renaissance. 
L'œuvre est située sur le côté droit de la basilique, près de la sacristie.
L'œuvre est composée de deux registres, une prédelle et un tympan qui contient un tondo de la Pietà. Chaque registre est divisé en trois panneaux de taille égale, qui simulent, avec le cadre, la présence d'une loggia où les saints se font face dans un continuum spatial. Des œuvres de Vincenzo Foppa (y compris le polyptyque de Santa Maria delle Grazie à Bergame, datable en réalité après 1500) et surtout d'Andrea Mantegna, comme la Retable de San Zeno (1457-1479),constituent les modèles de ce type de représentation illusionniste.
Butinone a travaillé principalement sur le panneau central supérieur avec la Vierge à l'Enfant et dans ceux de droite, tandis que Zenale a œuvré dans les autres, même si les interventions des deux visaient à obtenir la plus grande homogénéité possible.
Le registre inférieur montre un faux portique ouvert sur le paysage, avec trois saints de chaque côté et, au centre, Saint Martin donnant son manteau, où le saint patron de la ville, à cheval, coupe son vêtement pour le donner à un pauvre. En haut, des guirlandes mettent en valeur ce qui est au premier plan : saint Martin, par exemple, est placé au-delà de la guirlande, comme s'il sortait du retable, venant à la rencontre du spectateur. La perspective est organisée géométriquement, avec le point de fuite placé plus ou moins sur le genou de Martin au centre du panneau central, mais les aperçus en profondeur ne sont pas proportionnels : les artistes étaient en fait plus concernés par l'effet scénographique et surtout par une vraisemblance générique que par la précision mathématique. Sur les côtés, les saints sont disposés en profondeur, comme en témoignent les différents supports sur le sol géométrique. Sur la gauche sont représentés saint Zénon, saint Maurice et saint Pierre, sur la droite saint Sébastien, saint Antoine de Padoue et saint Paul.
Le registre supérieur est organisé avec le même point de fuite. Les poutres dorées du plafond inférieur y sont représentées. Au centre, la Vierge trône avec l'Enfant entre des anges musiciens ; deux angelots en vol la couronnent. Sur les côtés, deux groupes de trois saints chacun regardent à partir d'une balustrade peinte, représentés le long d'une ligne diagonale semblable à celles du registre inférieur. Figurent, à gauche sainte Lucie, sainte Catherine d'Alexandrie et sainte Marie-Madeleine, à droite saint Jean-Baptiste, saint Étienne et saint Jean l'Évangéliste .
La représentation moderne de la Renaissance est mélangée à l'exubérance décorative et à l'essaim d'or encore liés à la tradition gothique tardive lombarde, créant un hybride intéressant.
La prédelle est composée de trois scènes principales, entrecoupées, sur les piliers, de quatre demi-figures de saints : saint Jérôme, saint Grégoire, saint Ambroise et saint Augustin. Les scènes illustrent la vie du Christ et montrent l'Adoration de l'Enfant, la Crucifixion et la Résurrection.
Les figures des saints ont été choisies parmi les plus vénérées de la ville de Treviglio qui apparaît dans la partie centrale de la prédelle, fournissant ainsi l'arrière-plan de la crucifixion du Christ.

## Analyse
Dans cette production typiquement quattrocentesque, les peintres lombards préservent le système du polyptyque monumental à cellules juxtaposées, tout en unifiant par l'architecture peinte l'espace de ce qui devient une Sainte Conversation. Le retable de Saint-Martin est fondé sur le redoublement en hauteur du système adopté par Mantegna pour celui de San Zenone à Vérone. L'idée est tellement liée aux préoccupations de la fin du XVe siècle qu'elle n'aura pas de suite ; mais, pour cela même, elle permet de cerner l'esprit spécifique de cette fin de siècle, attachée à des pratiques picturales cohérentes et efficaces. Cette œuvre montre aussi al richesse d'écoles provinciales longtemps ignorées.

## Source de traduction
- (it) Cet article est partiellement ou en totalité issu de l’article de Wikipédia en italien intitulé « Polittico di San Martino » (voir la liste des auteurs).